# Roger Humphries
Roger Humphries (født 30. januar 1944 i Pittsburgh, Pennsylvania, USA) er en amerikansk jazztrommeslager.
Humphries er nok mest kendt som sideman i jazzen f.eks. på Horace Silvers plader Cape Verdean Blues og The Jody Grind og Live 1964.
Han har spillet med mange af jazzens betydelige musikere såsom  Lee Morgan, J.J. Johnson, Lionel Hampton, Coleman Hawkins, Joe Henderson, Freddie Hubbard, Dizzy Gillespie, George Benson, Slide Hampton, Johnny Griffin og Randy Brecker etc. Han har også spillet i Ray Charles' orkester.
Humphries spiller både jazz, rythm and blues og popmusik, men har gjort sig mest gældende i jazzen.

## Eksterne links/kilder
- Roger Humphries' officielle hjemmeside
- Roger Humphries på Allmusic
- Roger Humphries på Discogs
- Roger Humphries på MusicBrainz